# Dayami Lozada
Dayami Lozada Toledo (Cuba, 4 de abril de 1977-Cancún, Quintana Roo; 27 de noviembre de 2021) conocida como la Barbie de la Salsa fue una cantante, compositora y bailarina cubana, cursó en la Universidad de Cuba  en la Facultad de Letras y Artes (Cuba, Febrero 1999 de Septiembre 2003).